# Trust No One
Trust No One – siódmy album studyjny amerykańskiej grupy muzycznej DevilDriver wydany 13 maja 2016 nakładem wytwórni Napalm Records.
Na okładce albumu widnieje obraz, na którym została przedstawiona fraza rzeczownikowa „wilk w owczej skórze”. Jako promocja płyty zostały nakręcone teledyski do utworów "Daybreak" i "My Night Sky", które wyreżyserował Shan Dan.

## Lista utworów
1. Testimony of Truth – 4:43
2. Bad Deeds – 3:46
3. My Night Sky – 4:28
4. This Deception – 3:47
5. Above It All – 3:22
6. Daybreak – 4:23
7. Trust No One – 4:38
8. Feeling Un-god-ly – 3:41
9. Retribution – 4:01
10. For What It’s Worth – 4:31

Utwory bonusowe
11. House Divided – 4:56
12. Evil on Swift Wings – 4:17

## Twórcy
Członkowie grupy
- Bradley "Dez" Fafara – śpiew, teksty utworów
- Mike Spreitzer – gitara elektryczna
- Neal Tiemann – gitara elektryczna
- John Boecklin – perkusja

Udział innych
- Mark Lewis – producent muzyczny, miksowanie[8]